# 김립 (가수)
김립(본명: 김정은, 金定恩, 1999년 2월 10일~)은 대한민국의 가수로, 걸 그룹 이달의 소녀, ODD EYE CIRCLE의 멤버이다.

## 경력
충청북도 청주시에서 태어났으며, 동료인 츄와 고향이 같다. 용성중학교를 졸업한 후 한림연예예술고등학교에 진학하였으며, 이 때 같은 그룹 동료가 되는 츄와 인연을 맺었다. 2017년 5월 15일 이달의 소녀 6번째 멤버로 공개되었으며, 5월 23일 솔로 음반 《KimLip》(김립)이 발매되었다. "립"이라는 예명은 한자 立(설 립)자에서 따왔으며, 이달의 소녀 유닛인 이달의 소녀 오드아이써클를 세웠다는 의미이다. 2017년 9월 21일 진솔, 최리와 함께 이달의 소녀의 유닛인 이달의 소녀 오드아이써클로 활동을 시작했으며, 유닛의 리더를 맡았다. 2018년 8월 20일 미니 1집 《[+ +]》(플러스 플러스)를 발매하며 이달의 소녀 완전체로 공식적으로 활동을 시작했다.